# Осыковатое (Днепропетровская область)
Осыковатое (укр. Осикувате) — село,
Зорянский сельский совет,
Пятихатский район,
Днепропетровская область,
Украина.
Код КОАТУУ — 1224581708. Население по переписи 2001 года составляло 674 человека .

## Географическое положение
Село Осыковатое находится на расстоянии в 1 км от села Грушеватка и в 2-х км от города Пятихатки.
По селу протекает пересыхающий ручей с запрудой.
Через село проходит автомобильная дорога М-04 (E 50).

## Экономика
- ООО «Агроцентр-К».

## Объекты социальной сферы
- Фельдшерско-акушерский пункт.